# Route 740 (Nouveau-Brunswick)
Pour les articles homonymes, voir Route 740.
La route 740 est une route locale du Nouveau-Brunswick située dans l'extrême sud-ouest de la province, au nord de Saint-Stephen. Elle traverse une région essentiellement boisée. De plus, elle mesure 14 kilomètres, et est pavée sur toute sa longueur.

## Tracé
La 740 débute à Five Corners, à la jonction des routes 725 et 735, tout juste au nord du nouveau tronçon de la route 1 contournant Saint-Stephen. Elle commence par tourner vers le nord pour traverser Heathland et Hayman Hill, en étant parallèle aux routes 735 et 3, puis elle se termine près de Basswood Ridge, sur la route 730. 

## Intersections principales
| route 740         |                   |    |                                                        |                          |
| Comté             | Location          | km | Intersection/Destinations                              | Notes                    |
| Comté de Carlotte | Five Corners      | 0  | R-725 nord, R-735 nord, Lower Little Ridge             | extrémité sud de la 740  |
| Comté de Carlotte | Four Corners (en) | 1  | Avenue Hayman, vers R-1 est, Saint-Stephen, Saint Jean |                          |
| Comté de Carlotte | Scotch Ridge      | 14 | R-730, Upper Little Ridge, DeWolfe                     | extrémité nord de la 740 |